# Muscle de l'antitragus
Le muscle de l'antitragus est un muscle cutané intrinsèque de l'oreille.

## Origine
Le muscle de l'antitragus nait de la base de la queue de l’hélix.

### Trajet
Les fibres musculaires se dirigent en avant et en bas.

### Terminaison
Le muscle de l'antitragus se termine sur la face latérale de l'antitragus.

## Innervation
Le muscle de l'antitragus est innervé par un rameau de la branche temporo-faciale du nerf facial.

## Action
Le muscle de l'antitragus ajuste la forme de l'oreille en élevant l'antitragus. Son action est faible.

## Embryologie
Le muscle de l'antitragus est issu du deuxième arc branchial.